# Fernando Suárez Paz
Fernando Suárez Paz, apodado el «Negro» Suárez Paz (Buenos Aires, 1 de enero de 1941 - 12 de septiembre de 2020), fue un músico, violinista y director argentino que formó parte de la Orquesta Sinfónica Nacional y la Orquesta Filarmónica de Buenos Aires.   

## Biografía
Nacido en Ramos Mejía en la provincia de Buenos Aires, inició los estudios musicales a los cinco años, tocando el violín. Siendo joven ingresó en la Orquesta Sinfónica Juvenil de LRA Radio del Estado. Se especializó en el género del tango, fue habitual en los primeros puestos de las agrupaciones y orquestas de las que formó parte. Más tarde se integró en la Orquesta Sinfónica Nacional de Buenos Aires. Estuvo durante más de diecisiete años como concertino de la Orquesta Filarmónica de Buenos Aires, dirigido por Burt Bacharach, Lalo Schifrin, Michel Legrand y Waldo de los Ríos entre otras batutas.
Debido a su forma de interpretar la música, para la cual demostró un talento y creatividad innovadoras, a mediados de los años 1970 formaba parte de la banda Los 7 del Tango bajo la dirección de Luis Stazo. Participó en la creación de Sexteto mayor en 1978, del cual formó parte hasta que en 1988 la agrupación se disolvió y se integró como miembro del Quinteto Nuevo Tango. En Quinteto Nuevo Tango interpretó junto a Astor Piazzolla durante diez años, grabó y publicó dieciocho discos además de poner la banda sonora a varias películas. Durante este periodo Suárez Paz bajo la dirección de Piazzolla, mostró sus capacidades creativas y la calidad musical que alcanzó el quinteto, con la interpretación de temas como Escualo, dedicado al compositor y director argentino autor de la pieza.
Fue un músico que buscó la innovación a través de la interpretación en orquesta, en sinfónica y en todo tipo de agrupaciones musicales. Finalizada la etapa en Quinteto Nuevo Tango, tocó junto a Gary Burton en festivales en Europa, Japón, y Estados Unidos, en los que expresó su capacidad de adaptación para interpretar desde temas clásicos hasta jazz, interpretaciones que fueron elogiadas por  parte de la crítica internacional.
En los inicios de la década de los años 1990, fue nombrado miembro de la Academia Nacional del Tango de la República Argentina (1991), como Protagonista de la denominada Generación Intermedia. Como solista interpretó y grabó el Concierto Nácar de Piazzolla en 1993, con la Orquesta Sinfónica Nacional, dirigido por Pedro Ignacio Calderón. A partir de este momento realizó recitales y discos como solista, por ejemplo como intérprete del Concierto en Canto Negroriano para violín y orquesta, que le dedicó el compositor y director Gabriel Senanes con quien se presentó en diversas salas de Argentina y el exterior, obra que fue publicada por Arcadia Records en 1995. Al año siguiente fue nombrado director musical de la producción Astor Tango, formado por una serie de recitales en torno al compositor, programa que fue emitido por televisión desde el Teatro Ópera. Creó el quinteto Springs for Piazzolla que interpretó las obras del compositor y realizó giras por Europa (España y Portugal), por Israel y por América (Brasil, Estados Unidos y Uruguay). Publicó dos discos Milonga del Ángel con BMG, y Por amor a Astor de EPSA Music. El tercer álbum se grabó y publicó en 1997 junto al Dúo Assad, titulado Fuga y Misterio.
Realizó una nueva gira por Estados Unidos en el 2000 con Springs for Piazzolla acompañados por Julio Bocca. Fue invitado por a asistir al Festival Steinway en Mánchester. En 2001 viajó a Europa donde realizó una gira con el Dúo Assad, fue invitado al Festival de Música de Bergen. El 4 de julio realizó en el Teatro Colón de Buenos Aires la apertura del ciclo Astor Triunfal, en el homenaje realizado a Piazzolla en el décimo aniversario de su fallecimiento. Suárez fue invitado a Brasil donde también se rindió homenaje a Piazzolla con Astor Triunfal.
En el Teatro Colón, en septiembre de 2002 interpretó el Concierto en Canto Negroriano para violín y orquesta, de Gabriel Senanes, con dirección del propio compositor. Dos años después formó un dúo con el pianista Osvaldo Requena, grabaron y publicaron un nuevo álbum con música recopilada de trabajos propios tanto tradicionales como de piezas más contemporáneas.
Integró las agrupaciones de Horacio Salgán, Miguel Caló, Fulvio Salamanca, Pedro Laurenz, Aníbal Troilo, Mariano Mores, Atilio Stampone, Leopoldo Federico, Osvaldo Requena, Néstor Marconi, Osvaldo Berlingieri y Raúl Garello.
Falleció el 12 de septiembre de 2020 en el Sanatorio La Trinidad, en Pilar, a causa de una enfermedad que padecía desde hacía varios años.

## Premios y reconocimientos
- Ciudadano Ilustre de Buenos Aires.[3]
- 2005, La Academia Nacional del Tango le realizó un homenaje en el 50.º aniversario como músico.[4]
- 16 de septiembre de 2005,  reconocimiento Parlamentario a Fernando Suárez Paz por sus 50 años de trayectoria por parte de la H. Càmara de Diputados de la Nación y del Consejo Directivo de AADI.[4]
- 2019, Grammy Latino Mejor Álbum de Tango, Revolucionario interpretado por el  Quinteto Astor Piazzolla.[7]